# نتشتینی
نتشتینی (به چکی: Nečtiny) یک منطقهٔ مسکونی در جمهوری چک است که در ناحیه پلزن-شمالی واقع شده‌است. نتشتینی ۵۲٫۵۱ کیلومتر مربع مساحت و ۶۶۲ نفر جمعیت دارد و ۴۷۸ متر بالاتر از سطح دریا واقع شده‌است.